# Héctor Chumpitaz
Héctor Eduardo Chumpitaz González, mais conhecido como Héctor Chumpitaz (San Vicente de Cañete, 12 de abril de 1944), é um treinador e ex-futebolista peruano que atuava como zagueiro. atuou pela Seleção Peruana, nas Copas do Mundo de 1970 e 1978.
Considerado o maior zagueiro da historia do futebol peruano, teve destaque no título da Copa America de 1975, e nas Copas do Mundo de 1970 e 1978, chegando nas quartas-de-finais.

## Títulos

### Jogador
Universitario
- Campeonato Peruano: 1966, 1967, 1969, 1971, 1974

Sporting Cristal
- Campeonato Peruano: 1979, 1980, 1983

Peru
- Copa America: 1975